# Natalia Gherman
Natalia Gherman (n. 20 martie 1969, Chișinău, RSS Moldovenească, URSS) este o diplomată, filologă și politiciană din Republica Moldova, ex-viceprim-ministru și ministru al Afacerilor Externe și Integrării Europene al Republicii Moldova din mai 2013 până la 20 ianuarie 2016. Din 22 iunie până la 30 iulie 2015 a fost prim-ministru interimar al Republicii Moldova.
Este licențiată în filologie engleză și germană la Universitatea de Stat din Moldova. Ea este fiica primului președinte al Republicii Moldova, Mircea Snegur.

## Biografie

### Studiile și cariera
În 1991 a obținut licența în filologie engleză și germană la Universitatea de Stat din Moldova, iar în 1992 a absolvit și Școala Națională de Studii Politice și Administrative din București, fiind angajată în serviciul diplomatic al Republicii Moldova. Din 1997 până în 2001, Natalia Gherman a fost șef adjunct al Departamentului pentru securitate europeană și afaceri politico-militare al Ministerului Afacerilor Externe. În perioada guvernării comuniste, a fost ambasador extraordinar și plenipotențiar al Republicii Moldova în Austria (2002 - 2006), totodată și Reprezentant Permanent pe lângă OSCE și alte organizații internaționale cu sediul la Viena. În perioada 2006 - 2009 Natalia Gherman a fost ambasador extraordinar și plenipotențiar al Republicii Moldova în Regatul Suediei, și prin cumul în Regatul Norvegiei și Republica Finlanda, cu reședinta la Stockholm. Între 2009 - 2013 a fost viceministru al Afacerilor Externe și Integrării Europene a Republicii Moldova.
La 31 mai 2013 a fost numită în funcția de Ministru al Afacerilor Externe și Integrării Europene, respectiv cea de prim-viceprim-ministru al Republicii Moldova. Pe 7 septembrie 2014 Natalia Gherman a aderat la Partidul Liberal Democrat din Moldova.
Pe 18 februarie 2015 Natalia Gherman a fost inclusă în componența noului guvern format sub conducerea lui Chiril Gaburici, continuând să fie în funcția de ministru al Afacerilor Externe și Integrării Europene. După ce în iunie 2015 Chiril Gaburici și-a dat demisia și a refuzat să asigure interimatul, la 22 iunie 2015 președintele Nicolae Timofti a desemnat-o pe Natalia Gherman în calitate de prim-ministru interimar. A asigurat interimatul funcției până la data de 30 iulie 2015, când a fost învestit un nou guvern în frunte cu Valeriu Streleț.
La învestirea noului guvern condus de Pavel Filip, pe 20 ianuarie 2016, nu s-a mai regăsit în funcția de viceprim-ministru și ministru de externe.
În cadrul campaniei de a alege o femeie în funcția de Secretar General al ONU la alegerile din toamna anului 2016, Natalia Gherman a fost înaintată drept posibil candidat, fiind printre cele 8 favorite din Europa de Est.

### Viață personală
Natalia Gherman este fiica primului președinte al Republicii Moldova, Mircea Snegur. De mai bine de două decenii ea este căsătorită cu Artur Gherman. Împreună cei doi au un copil, un fiu care poartă numele bunicului său, Mircea. Acesta a călcat pe urmele mamei sale urmând facultatea Drept și Diplomație la Riga Graduate School of Law. În aprilie 2014, în presa moldovenească a apărut zvonul că soții Gherman ar fi divorțat, informație care însă nu a fost confirmată sau infirmată de nici unul din ei. Artur Gherman a absolvit Universitatea de Stat din Kiev în anul 1986, iar în 1989 și-a apărat teza de doctor în economie la Institutul de Stat al Ucrainei pentru Relații Internaționale. El a deținut funcții precum: președinte al Consiliului de administrație al Comisiei Naționale a Pieței Financiare, consilier al prim-ministrului, prim-viceministru al relațiilor economice externe a Republicii Moldova, președinte și apoi de vicepreședinte al Comisiei de Stat pentru Piața Hîrtiilor de Valoare a Moldovei. A mai activat și în sectorul privat.
În afară de limba română, Natalia Gherman mai vorbește limbile rusă, engleză și germană.

## Distincții și decorații
Pe 24 iulie 2014 Natalia Gherman a fost decorată cu „Ordinul Republicii” de către Președintele Republicii Moldova Nicolae Timofti, „pentru contribuții decisive la desăvârșirea obiectivului major de politică externă al Republicii Moldova – asocierea politică și integrarea economică cu Uniunea Europeană”.